# Vindictus
Vindictus è un MMORPG Hack 'n slash (massively multiplayer online role-playing game) creato da devCAT, uno studio interno della nota casa produttrice di Free to play Nexon. Vindictus è un prequel del popolare MMORPG Mabinogi ed è noto come Mabinogi Heroes in Asia. Vindictus si svolge nella stessa impostazione utilizzata in Mabinogi, ma è posto cronologicamente diverse centinaia di anni prima durante un periodo di guerre e conflitti.
Nexon, ha annunciato il nuovo nome il 12 marzo, 2010 agli Game Developers Conference di San Francisco (USA). Vindictus segue il tradizionale modello free-to-play, scaricarlo, giocarci sono gratuiti e non bisogna pagare un prezzo d'acquisto. L'unico shop è quello in-game che permette di acquistare attraverso i punti Nexon migliorie per l'aspetto o la potenza del personaggio.

## Modalità di gioco
Vindictus utilizza il Source Engine per permettere ai giocatori di interagire ampiamente con l'ambiente. Gli Oggetti che fanno da corredo allo scenario di gioco distrutti o branditi come armi. Il combattimento è descritto come "brutale, come una corrida, o Monster Hunter" e richiede molto lavoro di squadra.

## Classi
Quando si inizia il gioco, i giocatori potranno scegliere di giocare come uno dei nove personaggi, ognuno dei quali ha abilità di combattimento e armi diverse. I giocatori sono liberi di modificare alcuni aspetti del proprio personaggio, possono scegliere tra due tipi di arma diversa ma le abilità di base e gli stili di combattimento sono invariabili.

## Personaggi
Ci sono 9 personaggi principali:
- Lann

Lann è un personaggio maschile descritto come "un intrepido guerriero con la passione per le armi." Il personaggio è specializzato nell'attaccare i nemici con 2 armi, o spade o lance. Il suo ruolo principale nel gruppo è il DPS (Danni per secondi). Lann è un guerriero veloce, agile nei corpo a corpo, inizia indossando un'armatura leggera (anche se guadagna la capacità di indossare armature pesanti avanzando di livello) si affida alla sua velocità e alle manovre evasive per vincere le battaglie.
Tutti i Lann provengono da nord-ovest e hanno lasciato la loro città natale da quando è stata distrutta dai Fomorians, venendo a Colhen per unirsi ai Mercenari della Crimson Blade.
- Fiona

Fiona è un personaggio femminile descritto come una "guerriera equilibrata, che combatte con spada o martello e scudo." Fiona è un personaggio corpo a corpo difensivo che agisce nel gruppo come "Tank" (che serve come distrazione, potendo sopportare molti colpi) è in grado di indossare armature pesanti alla creazione del personaggio. La sua arma è una spada o un martello, il quale provoca tanti danni a scapito della velocità di attacco. Si inizia con un piccolo scudo, ma si guadagna in seguito la possibilità di utilizzare un grande scudo, aumentando la capacità di blocco con l'impossibilità di utilizzare le abilità contrattacco determinati. Entrambi i tipi di scudi possono essere utilizzati per bloccare gli attacchi di potenti boss alla fine del gioco, che possono rivelarsi estremamente utili mentre si combattono i nemici con una grande potenza di danno.
Proviene dal sud, ha una personalità seriosa, nessuno sa come si sia unita ai mercenari di Crimson Blade. Parla di rado del suo passato. Anche se la gente ammira le sue abilità di combattimento, non possono fare a meno di chiedersi quali segreti nasconda.
- Evie

Evie è una maga, utilizza diversi tipi di magia per aiutare il giocatore e il gruppo. Il suo ruolo principale è il supporter (la guarigione, debuffer, ecc), Burst (infliggendo danni alto in un colpo solo) e DPS (Damage per second). L'Evie indossa armature di stoffa per lo più, ma acquisisce la capacità di indossare un'armatura leggera progredendo nel gioco. L'arma principale dell'Evie è il bastone, che principalmente viene utilizzato per il supporto e Burst, la sua arma alternativa è una Scythe da battaglia, aumentando le sue DPS al costo delle sue abilità di supporto.
Venne da est. Dal suo atteggiamento, è probabile che sia stata cresciuta in una famiglia nobile, ma nessuno lo sa per certo. Nonostante la sua giovinezza, Evie ha una forza da non sottovalutare sul campo di battaglia.
- Karok

Karok è un personaggio maschile imponente, che utilizza Brawling (si impegna con un potente combattimento fisico, pur mantenendo resistenza ai danni) all'interno del campo di battaglia. Può fare combo impressionanti ma è molto lento, utilizza un pilastro da battaglia, che può gettare a terra e passare al combattimento corpo a corpo che causa più danni a scapito della difesa. Egli usa molte mosse speciali fisiche contro mostri e boss, usando le sue capacità e la statura riesce a dominare il campo di battaglia. A differenza di altri personaggi, Karok può anche afferrare e intercettare un boss a prescindere dalle dimensioni, e può schiacciare i nemici. La sua arma alternativa è un Cestus, un grosso pugno che indossa sul braccio destro.
La sua personalità piacevole e alla mano fa pensare al popolo di Colhen venga dal sud, anche se nessuno so esattamente da dove. Alcuni addirittura dicono che provengano da una città di giganti. Qualunque cosa tu faccia, non lasciare che ti inganni, perché sul campo di battaglia, Karok è una forza.
- Kai

Poco del passato di Kai si sa per certo, ma si dice che la sua motivazione per distruggere i Fomors deriva dalla perdita di una persona cara. Kai è un brillante arciere guidato da un morale forte e un passato travagliato. Quando gli altri si ritirano, Kai si precipita a testa alta in battaglia, lanciando frecce con la ferocia di una belva. L'atletismo di Kai gli permette di muoversi agilmente sul campo di battaglia, eseguire attacchi precisi e di passare davanti ai suoi nemici senza rendersi conto che stanno venendo attaccati. La sua arma può essere adattata a qualsiasi situazione di combattimento in un istante, e il suo stile di combattimento unico lo rende un candidato ideale per il gioco singolo e di party.
Il Kai utilizza l'arco in due modalità: Arco Lungo e Corto, in questo modo può cambiare dinamicamente la sua strategia di attacco sul campo di battaglia, oltre a questo esso vanta di una serie di skill molto utili, come l'arrow storm che permette di colpire i nemici su una vasta area oppure l'eagle eye assault che, portato a ranghi alti, permette di eseguire agganci multipli sul boss in modo da sferrare una serie di colpi dalla potenza devastante, nonostante tutto ciò Kai riesce ad utilizzare anche skill da combattimento ravvicinato con le sue gambe, unica arma da melee che possiede.
- Vella

Poco si sa di questa maestra d'armi. Ha trascorso la sua infanzia a contatto con il mare e l'oceano, ma il resto del suo passato è velato dal mistero. Lei fa a brandelli i suoi nemici con le sue due spade cimentandosi in movimenti che producono raffiche di vento che, come un temporale, sono in grado di tagliare e spazzare qualsiasi cosa intralci il suo cammino. Anche i più forti mercenari la temono e non si fermerà fino a quando ogni Fomor è caduto. Ha uno stile di gioco simile al Lann, ma il suo DPS è superiore. Inoltre è in grado di contrattaccare gli attacchi nemici, cosa che la rende molto temibile nei combattimenti ravvicinati. La sua mossa più potente è il Cyclone, con la quale è in grado di arrecare gravi danni ai boss e di bloccarli\stordirli per un breve periodo di tempo.
- Hurk

L'Hurk é un berserker mascho, che usa attacchi continui e forti senza stancarsi, equipaggiato con uno spadone. Il potere dell'Hurk viene sia dai suoi lenti ma potenti attacchi, che dalla sua abilitá di aumentare riduzione del danno e auto-rigenerazione. Puó anche usare forza bruta o controattacchi per far perdere l'equilibrio ai suoi nemici e, in particolare, ai boss. Al momento non ha a disposizione una seconda arma.
- Lynn

La Lynn é un personaggio femminile che utilizza un'alabarda per attacchi veloci e precisi. Mentre il danno fatto dalla Lynn é leggermente inferiore a quello degli altri personaggi, la sua abilitá deriva dal piazzare "marchi" sui suoi nemici e successivamente detonarli per rilasciare grosse quantitá di danno. Ha anche un'ottima elusivitá: è in grado di moversi molto velocemente e scivolare alle spalle dei suoi nemici per continuare gli attacchi. Al momento non ha a disposizione una seconda arma.
- Arisha

L'Arisha é un personaggio femminile che utilizza allo stesso tempo magia e abilitá di scherma grazie alla sua spada incantata. Si basa pesantemente sull'intelligenza (per il danno) e forza (per sollevare oggetti) e, a differenza degli altri personaggi, inclusa la Evie, usa una barra di mana oltre alla barra di stamina ed SP, che le consente di lanciare magie uniche. Con una spada incantata ed un Focus, combina attacchi di spada e colpi di magia per combo devastanti, mentre usa il suo mana per potenziare la sua arma, teletrasportarsi, assorbire il mana dai suoi nemici e fermare il tempo intorno a sé. Al momento non ha a disposizione una seconda arma.
- Sylas

Il Sylas é un mago maschio che usa la sua magia per migliorare la sua arma, il Coltello Fantasma, per attacchi veloci e a medio raggio. Come gli altri maghi, il suo danno si basa sull'intelligenza. Gran parte del suo danno é dato dai Coltelli Fantasma (che orbitano attorno al Sylas) accumulati tramite i suoi attacchi normali e rilasciati automaticamente verso i nemici tramite gli attacchi "Smash". Dopo che i frammenti colpiscono, il Sylas riceve un buff che aumenta il suo danno e la sua rigenerazione stamina, finché non riceve danni, premiando giocatori abili che giocano in maniera difensiva. Oltre alle sue abilitá di danno, il Sylas ha anche alcune magie di supporto che possono curare o migliorare il danno di tutti i membri della squadra attorno a lui. Al momento non ha a disposizione una seconda arma.
- Delia

La delia è uno spadaccino femminile. 

## Trasformazioni
Le trasformazioni sono abilità speciali che permettono ai giocatori di cambiare aspetto e potenziare il proprio personaggio per un tempo definito.
- Paladin

Il Paladin è una delle due trasformazioni attualmente presenti nel gioco che ti permette di renderti una vera e propria fortezza sul campo di battaglia, infatti esso aumenta in modo incredibile la difesa del proprio personaggio durante la trasformazione dandoti modo di attaccare in continuazione senza pensare ai danni che si sta subendo, assieme ad altre skill utili come l'assorbimento dei danni effettuati in hp il Paladin è la trasformazione ideale per chi vuole caricare a testa bassa i nemici senza avere la preoccupazione di essere colpiti, essa dona delle skill che permettono di aumentare gli hp e la difesa del nostro personaggio man mano che saliamo di livello trasformazione.
- Dark Knight

Il Dark Knight è una delle due trasformazioni attualmente presenti nel gioco che ti permette di renderti un attaccante temibile da chiunque, infatti il Dark Knight avvantaggia l'attacco aumentandolo in modo incredibile durante la trasformazione, permettendoti di infliggere pesanti danni dal primo all'ultimo colpo, il Dark Knight è una classe più elaborata del Paladin perché esso potenzia soltanto l'Attacco, quindi i nemici se ti colpiscono nonostante tu abbia la trasformazione risentirai tutti i danni subiti basandoti sulla tua difesa attuale, quindi per attaccare usando il Dark Knight bisogna avere una tattica abbastanza precisa e fare attenzione a non essere colpiti dal boss che si ha davanti, essa comunque dona delle skill quali la possibilità di aumentare progressivamente gli hp e l'attacco del nostro personaggio man mano che saliamo di livello trasformazione.(Abbreviazione Dark Knight "DK")
N.B. : Superati i 10 punti trasformazione entrambe si evolvono al secondo livello, rendendoti molto più forte del precedente ma dimezzando il tempo di utilizzo(120 secondi per la prima trasformazione, massimo 60 per la seconda).

## Riconoscimenti
Vindictus è stato nominato come miglior MMO all' E3 del 2010 che si è tenuto presso il Los Angeles Convention Center dal 14 al 17 giugno.
MMOHut ha recensito Vindictus con la valutazione "Excellent" (5/5) lodando il gioco per il suo "stile di gioco fresco, l'ottima grafica e il mondo pienamente esplorabile".
IGN ha assegnato a Vindictus il premio "Best Free-to-Play MMO Game of 2010".